# 寶米恰恰
《寶米恰恰》，2012年台灣劇情片，是一部由楊貽茜、王傳宗聯合執導的電影，由楊琬茜擔任音樂總監。本片是改編自楊貽茜的同名小說《寶米恰恰》，描述她與雙胞胎妹妹楊琬茜青春期的故事。於2012年6月15日上映，獲得2012年第14屆台北電影獎最佳劇情長片、最佳編劇及最佳剪輯等獎項，隨後入圍第49屆金馬獎最佳新導演、最佳新演員、最佳原著劇本、最佳原創電影歌曲及最佳視覺效果五項大獎。

## 故事
取材自作家楊貽茜同名小說《寶米恰恰》電影雙生書《這一半》。

### 劇情簡介
青春活潑的高中校園，熱血奔騰的籃球聯賽，看一對雙胞胎姐妹，如何找到自己、初嚐愛情滋味。編導楊貽茜以自身雙胞胎的成長經驗，深入刻劃角色，讓觀眾在歡笑之餘，還能一探雙胞胎的內心世界。

### 劇情大綱
張寶妮和張米妮（黃姵嘉一人分飾）是對雙胞胎。外貌、課業與體能表現上都十分相近，使外人難以辨認她們之間的不同。但姊姊寶妮，卻希望大家明白，她們的內心是差很多的。
寶妮與同校的男孩子徐永平（姜康哲飾）氣味相投，但分不清兩人的永平卻陰錯陽差追成妹妹；籃球隊的新教練錢薇娟（本人客串）也只注意她的雙胞胎身分，不把她當獨立球員看。妹妹米妮與男朋友優果（歐陽倫飾）之間相處碰到了難題，讓優果也一直來煩她。因為「分不清」造成的誤會越來越多、自己的心事無法兩人分擔，讓寶妮更加苦惱。
高中最後一個球季即將來臨，這是寶妮澄清誤會、擺脫妹妹、成就獨一無二自己的機會，她也試著奮力去爭取…

## 演員陣容

### 主要角色
| 演員姓名 | 角色名稱 | 介紹 |
| 黃姵嘉   | 張寶妮   | 女主角，雙胞胎中的姊姊，愛打籃球的高中女生。個性有點倔、有點酷、有點愛面子，但都是一點點。那種輕微的程度，就像她跟雙胞胎妹妹之間的差距一樣小。她跟妹妹米妮之間的默契好到不能再好，但她卻想要一個絕對瀟灑、絕對獨一無二的自己，因此，拉開與妹妹之間的個體距離，變成她生命中最重要的一件事。本篇故事的說書人。原著模型為作家楊貽茜。 |
| 黃姵嘉   | 張米妮   | 女主角，雙胞胎中的妹妹，只差寶妮五分鐘。雖然只差五分鐘，但米妮對自我價值的認同焦慮就比姊姊少很多。她是個平凡而認真的高中女生，腳踏實地，單純耿直。跟大部分情竇初開的高中生一樣，她對戀愛也有憧憬，但好像就是少一條筋，這使得追求她的男生大吃苦頭。原著模型為妹妹楊琬茜。                                                           |
| 姜康哲   | 永平     | 男主角，永平是全校年紀最大的學生。他重考過一次，留級兩次。並非他不認真，而是他來自一個與書本非常遙遠的黑道家庭。他木訥不善交際，不要說是家人，連他自己都知道自己不是混黑道的料子。他也想要好好唸書，卻遇到寶妮與米妮這對活寶。 |
| 歐陽倫   | 優果     | 男主角，自信、活潑、單純而熱情。演講辯論社大將，口才便給、風度翩翩。偏偏就是在喜歡的女生面前揮灑不開。但，腦筋清楚、永不放棄的他，是一個絕對會一直想辦法來克服各種奇怪問題的行動派男孩。 |
| 張詩盈   | 美嘉     | 永平的姊姊。自從父母跑路之後，靠著自己的才幹和美貌，一肩扛起家族事業。非常關心永平的學業。 |

### 其他角色
| 演員姓名 | 角色名稱 | 介紹                                                                                   |
| 李志奇   | 寶米爸爸 |                                                                                        |
| 李之勤   | 寶米媽媽 |                                                                                        |
| 張嘉方   | 罡妹     | 寶妮的同班好同學。古靈精怪的女生，在與異性互動方面經驗豐富。                           |
| 錢薇娟   | 錢教練   | 籃球校隊的新教練，一直希望隊上的雙胞胎姐妹能夠組成夢幻二人組，成為擊敗對手的特別搭檔。 |

### 特別演出
| 演員姓名 | 角色名稱 | 介紹           |
| 高英軒   | 裁判     | 籃球比賽裁判。 |
| 王自強   | 教官     |                |
| 黃采儀   | 優果媽   |                |
| 陳彥允   | 男同學   | 游泳池男同學A  |

## 歌曲
| 曲別       | 歌名     | 演唱者   | 作詞   | 作曲   | 備註 |
| 主題曲     | She & Me | 何欣穗   | 何欣穗 | 何欣穗 |      |
| 宣傳主題曲 | 讓夢起飛 | 化學猴子 | 刀疤兔 | 任中強 |      |

### 電影EP
CD（片）隨電影票售出
| 寶米恰恰電影EP | 寶米恰恰電影EP          | 寶米恰恰電影EP | 寶米恰恰電影EP | 寶米恰恰電影EP |
| 曲序           | 曲目                    |                | 作曲           | 主唱           |
| -------------- | ----------------------- | -------------- | -------------- | -------------- |
| 1.             | She & Me（主題曲）      | 何欣穗         | 何欣穗         | 何欣穗         |
| 2.             | 讓夢起飛 （宣傳主題曲） | 刀疤兔         | 任中強         | 化學猴子       |

## 幕後簡介

### 團隊
- 監製：徐立功、鄭潔心
- 製片：許家豪、曾瀚賢、陳俊榮
- 策劃：李亞梅
- 音樂：楊琬茜
- 攝影：傅士英
- 視效：陳振國

### 拍攝場景
- 臺灣 高雄市
  - 高雄市立高雄高級中學
  - 國立鳳山高級中學
  - 幸福川

- 臺灣 臺北市
  - 臺北體育館籃球場
  - 臺灣科技大學籃球場

## 影展與得獎

### 獎項
| 頒獎典禮                  | 獎項             | 受獎者             | 結果 |
| ------------------------- | ---------------- | ------------------ | ---- |
| 第十四屆台北電影節        | 最佳劇情長片     | 《寶米恰恰》       | 獲獎 |
| 第十四屆台北電影節        | 最佳編劇獎       | 楊貽茜             | 獲獎 |
| 第十四屆台北電影節        | 最佳剪輯獎       | 陳曉東             | 獲獎 |
| 2012香港亞洲電影節        | 亞洲新導演獎     | 楊貽茜、王傳宗     | 提名 |
| 第49屆金馬獎              | 最佳新導演       | 楊貽茜、王傳宗     | 提名 |
| 第49屆金馬獎              | 最佳新演員       | 黃姵嘉             | 提名 |
| 第49屆金馬獎              | 最佳原著劇本     | 楊貽茜             | 提名 |
| 第49屆金馬獎              | 最佳視覺效果     | 陳振國、徐國洲     | 提名 |
| 第49屆金馬獎              | 最佳原創電影歌曲 | 何欣穗〈She & Me〉 | 提名 |
| 第3屆金考拉國際華語電影節 | 最佳女主角獎     | 黃姵嘉             | 獲獎 |
| 第8屆大阪亞洲電影節       | 最有潛力演員獎   | 黃姵嘉             | 獲獎 |
| 第8屆大阪亞洲電影節       | 朝日電視獎       | 《寶米恰恰》       | 獲獎 |
| 第5屆沖繩國際電影節       | 「歡笑」類別     | 《寶米恰恰》       | 提名 |
| 2013年华语电影传媒大奖    | 最佳新演員       | 黃姵嘉             | 提名 |

### 影展
- 2012年，大連兩岸優秀電影節
- 2012年，聖地牙哥亞洲影展（San Diego Asian Film Festival）台灣影展開幕片
- 2012年，多倫多亞洲影展（Toronto Reel Asian Film Festival）
- 2012年，華語青年導演論壇
- 2013年，挪威赫爾辛基亞洲影展
- 2013年，新加坡華語電影節
- 2013年，絲綢銀幕影展（Silk Screen Film Festival）
- 2013年，夏威夷國際電影節 Spring Showcase

## 相關出版品
原著小說
- 《這一半》電影雙生書，作者：楊貽茜，出版社：田園城市，出版日期：2012年6月4日，ISBN 978-986-883-500-9 [9]

攝影書
- 《那一半》：寶米恰恰電影雙生書（攝影），作者：陳昭旨，出版社：田園城市，出版日期：2012年6月4日，ISBN 978-986-883-501-6

原聲帶
- 《寶米恰恰》電影原聲帶，唱片公司：風和日麗，出版日期：2012年6月25日，唱片編號：OT-015 [10]

- 《寶米恰恰》電影原聲帶、作者親簽版小說、攝影集套裝組，發行日期：2012年8月5日，唱片編號 ISBN 976-957-017-511-2

## 註腳
1. ↑  《宝米恰恰》引“怀旧热潮” 排片量少上座率佳_娱乐_腾讯网, 2013-01-14
2. ↑  賀歲檔擠入“小清新” 台片《寶米恰恰》上映_新浪網, 2013年01月10日
3. ↑  (討論) 寶米恰恰2013/01/10開始在中國大陸上映 - 看板 movie - 批踢踢實業坊[永久] ,  2013-01-09
4. ↑  cinema-critique: 《寶米恰恰》大台北票房 - yam天空部落 （页面存档备份，存于） , jostar2 - 影片外幕 - Aug 10, 2012
5. ↑  音樂博士拍電影 楊貽茜不跳Tone （页面存档备份，存于），2012-07-04 01:43 中國時報
【邱祖胤／專訪】
6. ↑  《寶米恰恰》導演楊貽茜：討厭被問雙胞胎有沒有心電感應 （页面存档备份，存于） , Yes娛樂新聞中心 , 2012-05-07
7. ↑  .   [2012-07-22]. （原始内容存档于2019-07-11）.
8. ↑  .   [2012-06-14]. （原始内容存档于2012-06-25）.
9. ↑  博客來書籍官網 （页面存档备份，存于），博客來，2012年6月4日出版發行
10. ↑  《寶米恰恰》電影原聲帶 （页面存档备份，存于） - 博客來音樂館

## 外部連結
- 電影《寶米恰恰》官方部落格 （页面存档备份，存于）
- 《寶米恰恰》的Facebook專頁
- 《寶米恰恰》的新浪微博
- 宝米恰恰_电影资料库 _腾讯QQ娱乐 （页面存档备份，存于）
- 宝米恰恰_百度百科
- Yahoo奇摩電影上《寶米恰恰》的資料（繁體中文）
- MSN娛樂上《寶米恰恰》的資料（繁體中文）

- 開眼電影網上《寶米恰恰》的資料（繁體中文）
- 豆瓣电影上《寶米恰恰》的資料 （简体中文）
- 时光网上《寶米恰恰》的資料（简体中文）
- 香港影庫上《寶米恰恰》的資料（繁體中文）
- 互联网电影数据库（IMDb）上《寶米恰恰》的资料（英文）